# Danielle Browning
Danielle Browning (Jamaica, 29 de agosto de 1981) es una atleta jamaicana, especialista en la prueba de 4 x 100 m, en la que ha logrado ser subcampeona mundial en 2005.

## Carrera deportiva
En el Mundial de Helsinki 2005 ganó la medalla de plata en los relevos 4 x 100 metros, con un tiempo de 41.99 segundos, tras las estadounidenses y por delante de las bielorrusas, y siendo sus compañeras de equipo: Sherone Simpson, Aleen Bailey y Veronica Campbell.